# Steve Blackman
Pour les articles homonymes, voir Blackman.
Steve Blackman (né le 28 septembre 1963 à Annville (en) en Pennsylvanie), est un catcheur (lutteur professionnel) américain. Il s'est fait connaître à la World Wrestling Federation (WWF) où il a travaillé de 1997 à 2001.
Il commence sa carrière dans la deuxième moitié des années 1980. Il doit arrêter sa carrière en 1989 après avoir souffert de la malaria.
Il reprend sa carrière en 1997 à la WWF et remporte à six reprises le championnat hardcore de la WWF.

## Jeunesse
Blackman pratique de nombreux sports quand il est lycée. Il fait notamment partie des équipes de baseball et de football américain et apprend le karaté et le ju-jitsu.

## Carrière de catcheur

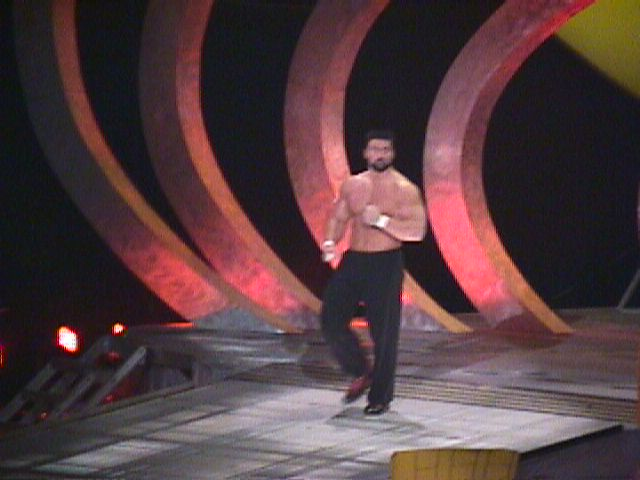
Apparition de Steve Blackman en 1999 au WWE SmackDown à New York.

### Débuts et inactivité (1986-1997)
Alors qu'il travaille dans un bar en Floride, Blackman souhaite changer de métier. Un ami lui parle alors de l'école de catch de Tony Altimore dans le Connecticut. Il commence sa carrière dans la fédération d'Altimore puis au Japon à la New Japan Pro Wrestling,. Au cours de son passage au Japon, il rencontre Owen Hart qui lui recommande d'aller à la Stampede Wrestling qui est la fédération de Stu Hart.
En 1989, il part lutter en Afrique du Sud à Durban où il attrape la malaria et la dysentrie. Il effectue un premier séjour à l'hôpital d'une semaine où il perd 35 lb (16 kg). Il demande alors à Gary Albright de l'aider à rentrer aux États-Unis en passant par Johannesbourg, le Kenya et Amsterdam.
Pendant plus de trois ans, il est malade et souffre de bronchites chronique. Après plusieurs années à être malade, il commence à se sentir mieux et reprend peu à peu l'entraînement.

### World Wrestling Federation(1997-2001)

#### Débuts (1997-1998)
Blackman apparaît pour la première fois à la World Wrestling Federation le 3 novembre au cours d'un épisode de RAW is WAR. Ce jour-là, il vient aider Vader qui se fait attaquer par la Hart Foundation. Il remplace The Patriot dans le match par équipe à élimination opposant la Team USA comprenant Goldust et Marc Mero et emmené par Vader à la Team Canada (The British Bulldog, Doug Furnas, Jim Neidhart et Phil Lafon) aux Survivor Series. Six jours après ses débuts a lieu les Survivor Series où il est le premier catcheur à être éliminé de son combat après avoir été compté à l'extérieur, la Team Canada remporte ce match.
Blackman gagne son premier match simple le 15 décembre à RAW is WAR face à José Estrada, Jr. (en). Il continue sa série de victoires en battant Farooq le 16 février 1998. La semaine suivante, il parvient à vaincre The Rock grâce à l'aide accidentelle de Farooq qui jette un nuchaku permettant à Blacman de mettre son adversaire au sol. Sa première défaite intervient le 23 mars face à Jeff Jarrett aidé par son manager Tennessee Lee. Ils s'affrontent une seconde fois le 31 mai à in Your House 22: Over the Edge où Tennessee Lee aide Jarrett à vaincre Blackman en lui passant le nunchaku de Blackman. Il participe au tournoi WWF Brawl for All où il élimine Marc Mero au premier tour le 29 juin. Blackman se blesse à l'entraînement avant le second tour de ce tour tournoi et Mero le remplace. Une fois remis de sa blessure, il participe au tournoi pour désigner le champion intercontinental de la WWF le 12 octobre. Il s'y fait éliminer dès le premier tour par Ken Shamrock. Le 26 octobre, il affronte X-Pac dans un match pour le championnat européen de la WWF où Steve Regal attaque ce dernier peu de temps après le début de cet affrontement.

#### Head Cheese (1999-2000)
Entre 1999 et 2000, Blackman et Al Snow forment une équipe surnommée « Head Cheese » car Snow faisait porter à Blackman un chapeau en forme de fromage en complément de la tête de mannequin qu'il avait toujours avec lui à l'époque. Cette association présente donc deux personnages au comportement opposé, un catcheur sérieux et froid qui n'affiche pas ses émotions (Blackman) et un catcheur loufoque (Snow).

#### Champion hardcore et départ de la WWF (2000-2002)
Après la séparation de l'équipe « Head Cheese », Blackman entre dans la division hardcore de la WWF. À cette époque le titre de champion hardcore de la WWF est défendu par Crash Holly qui introduit la règle du « 24/7 » qui signifie que le titre doit être défendu « 24 heures sur 24, 7 jours sur 7 » tant qu'un arbitre officiel est présent. Ceci amène des scénarios où la ceinture change de mains dans un aéroport, un restaurant, un parc d'attractions ou encore un cirque, ou même lorsque le champion était endormi,. Mais lorsque Blackman remporte la ceinture le 27 juin 2000, les prétendants au titre ne peuvent plus utiliser l'attaque surprise, Blackman étant un dangereux adversaire au corps à corps. Durant cette période ses talents en arts martiaux sont pleinement utilisés. Il perd le titre une première fois face à Shane McMahon en raison d'interventions de la part de Test, Matthew Bloom, Albert, Edge et Christian, ainsi que de Mick Foley qui suspend la règle du « 24/7 » pour assurer à McMahon de garder la ceinture. À SummerSlam 2000, il récupère le titre après avoir sauté du Titantron (environ 23 mètres) sur Shane McMahon. Il défendra ensuite le titre à plusieurs occasions mais le perdra à la fin de l'année 2000 face à Raven.
Au début de l'année 2001, Blackman forme une autre équipe, cette fois avec le Grandmaster Sexay où il joue encore le rôle du catcheur sérieux tandis que son équipier essaye en permanence de le faire danser à la fin de leurs matchs. À la fin de la même année, Blackman se blesse et est libéré de son contrat en octobre 2002.

#### Apparitions spéciales (2007 et 2011-2013)
Blackman revient à la WWE (anciennement WWF) après 6 ans et demi d'absence, pour le 15e anniversaire de RAW, en participant à une bataille royale de 15 hommes où il est éliminé par Flash Funk.
Dans l'épisode JBL & Cole show le 29 mars 2013, Steve Blackman fait une brève apparition au début où il se moque de JBL et Teddy Long.

## Palmarès
- World Wrestling Federation (WWF)
  - 6 fois champion hardcore de la WWF[21]

## Récompenses des magazines
- Pro Wrestling Illustrated

| Année | 1998 | 1999 | 2000 | 2001 |
| ----- | ---- | ---- | ---- | ---- |
| Rang  | 109  | 138  | 121  | 70   |